# Escorzo
El escorzo es un recurso de la pintura, del dibujo y de la fotografía que se utiliza para dar la sensación de profundidad. El término escorzo proviene del italiano scorciare, y se utiliza para hacer referencia a un cuerpo no simplificado en posición oblicua o perpendicular al nivel visual. El efecto existe en todos los cuerpos con volumen. Otra condición para que se perciba la profundidad es que no deben quedar partes ocultas ni cortes que eliminen la continuidad del cuerpo.

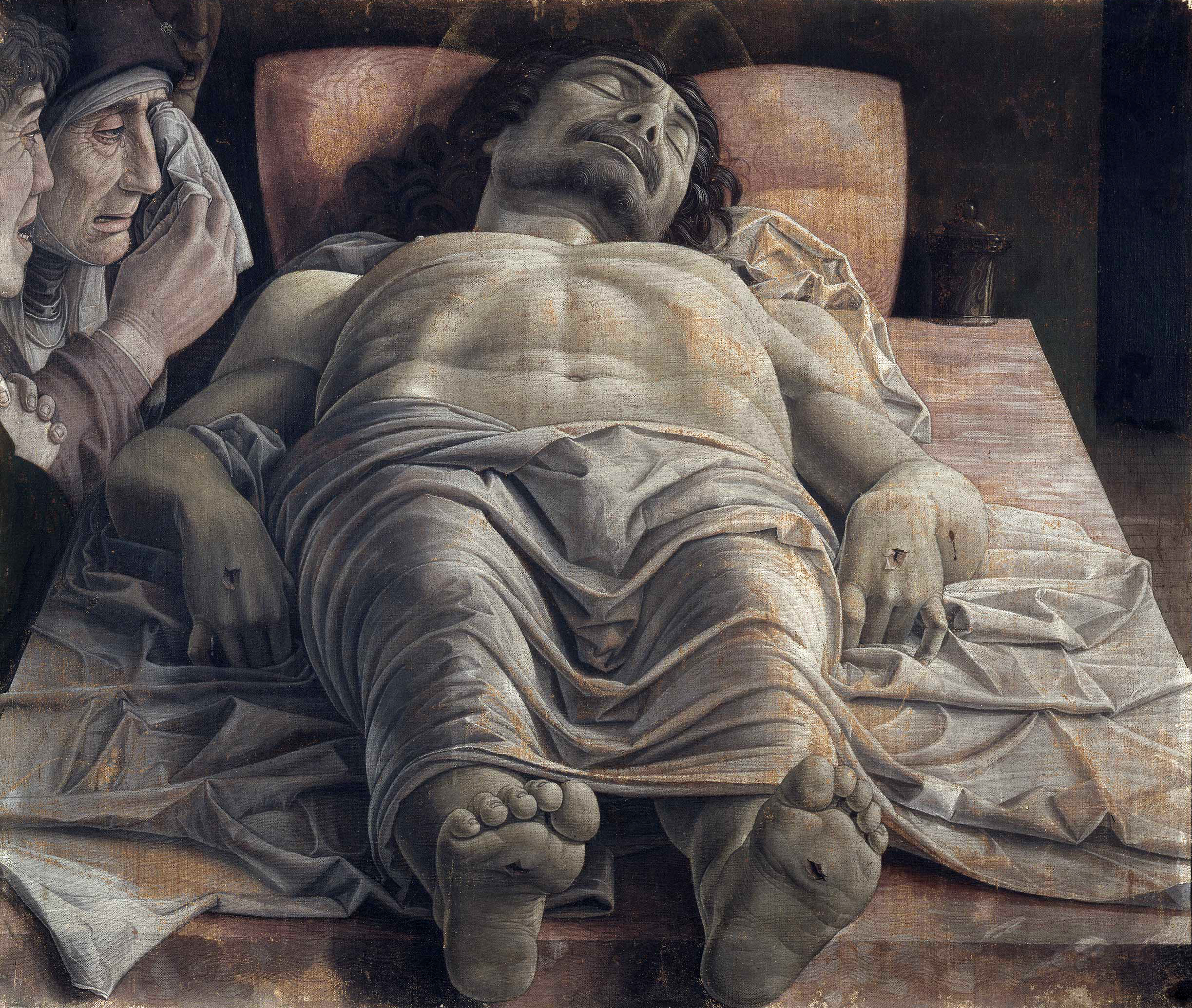
Escorzo en Lamentación sobre Cristo muerto, de Andrea Mantegna (Pinacoteca de Brera, Milán).

Hay escorzo cuando la proyección de un objeto no es ortogonal y se produce una contracción proyectiva. Ejemplos de esto son la Lamentación sobre Cristo muerto, de Andrea Mantegna, y la Sonrisa, de Aleksandr Ródchenko. Según Rudolf Arnheim, también hay escorzo cuando, aun existiendo proyección ortogonal, la imagen no ofrece un aspecto característico de la totalidad. Arnheim dice que, en realidad, toda proyección implica escorzo, ya que todas las partes de un objeto representado sufren una deformación de sus proporciones al ser trasladadas de su forma tridimensional al plano bidimensional.
Por ejemplo, un escorzo de la figura humana sería aquella parte del cuerpo que fuese en dirección al espectador. El escorzo de una mano consistiría en dibujarla o esculpirla de manera que la palma se mostrase en paralelo al suelo, a fin de que el espectador solo pudiera observar de ella la punta de los dedos.
El escorzo comenzó a utilizarse con frecuencia en el arte a partir de la época helenística (313 a. C.), y dejó de utilizarse en la Edad Media. Se utilizaba para dar mayor intensidad de volumen y perspectiva al cuadro. Anteriormente, los pintores no lograban representar exitosamente la tercera dimensión en sus obras.

## Escorzo y filosofía
En la filosofía, se ha utilizado el término escorzo para traducir al español el término alemán Abschattung (literalmente, "sombreamiento" o "sombreado"), empleado por Edmund Husserl en su fenomenología para referirse a la característica de toda percepción (o reproducción de la misma, como la fantasía o el recuerdo) de presentar el objeto o cosa solo por un lado, en cierta perspectiva o aspecto, y no por completo o en su totalidad. El objeto, la cosa, no se da nunca a la percepción (ni a ninguna de sus reproducciones) más que de esa manera, "escorzado", o, como quizá es mejor decir, "matizado". Este escorzamiento o matización ocurre no solamente en la percepción visual, sino en la percepción mediante cualquiera de los sentidos. En ninguno de ellos se presenta el objeto en forma absoluta, completa o total. Piénsese, por ejemplo, en el sonido de un violín: este se ofrece matizado (escorzado) de cierta manera al escucharlo desde fuera de la sala de conciertos y de otra manera dentro de ella, pero es en ambos casos el mismo sonido. Lo mismo ocurre, claro, con el violín mismo, que se matiza (escorza) visualmente de una manera diferente desde cada uno de los lugares de la sala.